# Tokyo Motor Show

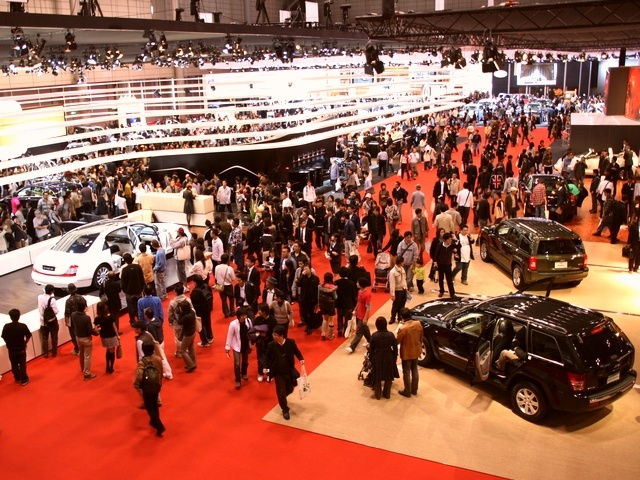
Tokyo Motor Show 2007

Tokyo Motor Show (jap. 東京モーターショー) – jest wystawą samochodów organizowaną co dwa lata na przełomie października i listopada w Makuhari Messe, Chiba w Japonii. Jest to wystawa samochodów osobowych, motocykli i pojazdów komercyjnych. Organizowana jest przez Japońskie Stowarzyszenie Producentów Samochodów(JAMA). Wystawa jest w piątce największych takich imprez(razem z Detroit, Genewą, Frankfurtem i Paryżem).

## 1989
- Jiotto Caspita
- Mazda AZ-550 Sports
- Honda NSX
- Nissan S-Cargo
- Mitsubishi HSR-II
- Suzuki Cappuccino

## 1993
- Ford Mustang
- Nissan Skyline GT-R R33

## 1997
- Mercedes-Benz Maybach koncepcyjny samochód

## 2001
- Nissan GT-R Koncepcja
- Nissan Fairlady Z Z33
- Toyota Voxy
- Mazda 6
- Honda Jazz II

## 2005
- Audi Shooting Brake
- Bugatti 16.4 Veyron
- Chrysler Akino
- Daihatsu Costa
- Daihatsu UFE-III
- Ferrari GG50
- Honda FCX
- Honda Sports4
- Honda WOW
- Hyundai Neos-3
- Lexus LF-Sh
- Mercedes-Benz F600
- Mini Concept Tokyo
- Koncepcja Mitsubishi D:5
- Mitsubishi i
- Nissan Amenio
- Nissan Foria
- Nissan Note Adidas
- Nissan Pivo
- Nissan GT-R Prototyp
- Subaru B5-TPH
- Suzuki Ionis
- Suzuki LC
- Suzuki PX
- Toyota Estima
- Toyota Fine-X
- Toyota FSC
- Toyota i-Swing
- Volkswagen EcoRacer

## 2007
- Honda CR-Z
- Honda Inspire
- Honda Jazz
- Mitsubishi Lancer Evolution X
- Nissan GT-R
- Nissan X-Trail
- Subaru Impreza WRX STI